# Matchbox/Your True Love
Matchbox/Your True Love è il settimo singolo di Carl Perkins, pubblicato a febbraio 1957.

## Descrizione
Your True Love, brano molto noto tra quelli incisi da Perkins, venne suonata da George Harrison al funerale di Carl Perkins nel 1998

Il disco raggiunse la posizione numero tredici nella classifica country di Billboard e la numero sessantasette nella classifica dei singoli pop della stessa rivista.

## Tracce
LATO A
1. Matchbox (Carl Perkins; edizioni musicali Knox Music Inc.)

LATO B
1. Your True Love (Carl Perkins; edizioni musicali Knox Music Inc.)

### Formazione
- Carl Perkins: voce, chitarra solista
- Jerry Lee Lewis: pianoforte
- Jay Perkins: cori, chitarra acustica
- Clayton Perkins: basso elettrico
- W.S. Holland: batteria